# Prados (Minas Gerais)
Prados é um município brasileiro no interior do estado de Minas Gerais, Região Sudeste do país. Localiza-se na região central mineira e ocupa uma área de cerca de 260 km², sendo que 3 km² estão em perímetro urbano. Sua população foi recenseada em 2022 em 9 048 habitantes.
Localiza-se a uma latitude 21º03'27" sul e a uma longitude 44º04'47" oeste, estando a uma altitude de 979 metros.

## História
A fundação do povoamento que originou o atual município de Prados data de 1704, quando se estabeleceram os primeiros moradores, integrantes de uma bandeira organizada pela família Prado, de Taubaté. Esses pioneiros deram início à exploração do ouro na região. Segundo a tradição, dois irmãos sertanistas da família Prado fixaram-se no local, iniciando a atividade mineradora, que logo atraiu mais habitantes e resultou na formação de uma povoação. O primeiro templo da localidade foi uma capela simples coberta de sapé, dedicada a Nossa Senhora da Conceição. Posteriormente, moradores abastados contrataram artistas para construir um templo mais elaborado, cuja obra iniciou-se imediatamente, levando cerca de cinquenta anos para ser concluída.

### Formação da freguesia e evolução administrativa
A freguesia de Nossa Senhora da Conceição de Prados foi criada em 1712, incluindo as capelas de Nossa Senhora da Lapa, em Olhos D'Água (1733), Santo Antônio, em Lagoa Dourada (1738), ambas por provisão episcopal de D. Frei Antônio Guadalupe, e a de Nossa Senhora da Glória, da Ressaca. Em 16 de janeiro de 1752, por Alvará, a freguesia foi elevada à condição de Coletiva, tendo como primeiro vigário colado o Padre Manoel Martins de Carvalho, que atuou na região por mais de 40 anos.
O que denominaríamos atualmente como distrito, a Freguesia de Prados foi criado pela Ordem Régia de 1752. O município de Prados, desmembrado de Tiradentes, foi criado pelo Decreto-Lei Estadual nº 41, de 15 de abril de 1890, sendo instalado em 1º de janeiro de 1891. A comarca foi criada pela Lei Estadual nº 11, de 13 de novembro de 1891, instalada em 26 de março de 1892. A sede municipal recebeu foros de cidade pela Lei Estadual nº 23, de 24 de maio de 1892.
Documentos oficiais de 1936 a 1943 indicam que a comarca de Prados abrangia os termos judiciários de Prados e Tiradentes, sendo o termo de Prados formado pelos municípios de Prados e Lagoa Dourada, e o termo de Tiradentes pelos municípios de Tiradentes e Resende Costa. A divisão territorial do Estado, vigente entre 1939 e 1943, estabeleceu a comarca de Prados constituída pelos termos da sede, Lagoa Dourada e Resende Costa. O termo de Prados compreendia os atuais municípios de Prados e Dores de Campos, criado pelo Decreto-Lei nº 148, de 17 de dezembro de 1938. Posteriormente, os termos de Lagoa Dourada e Resende Costa foram elevados à categoria de comarcas, conforme o Ato das Disposições Constitucionais Transitórias de 14 de julho de 1947, passando a comarca de Prados a ser constituída pelos municípios de Prados e Dores de Campos.

### Prados e a Inconfidência Mineira
Prados surgiu praticamente na mesma época que São José del-Rei e São João del-Rei. Durante o auge da mineração, as vilas prosperavam e a população crescia, enquanto os detentores de sesmarias exploravam lavouras de subsistência, sempre sob a influência da exploração do ouro, principal objeto de cobiça. Com a decadência das minas, aumentou o descontentamento com a cobrança do “quinto” pela Coroa Portuguesa, dando origem à Inconfidência Mineira.
A região tornou-se centro da vida política do Brasil colonial, e Prados participou ativamente do movimento. Importantes personagens da Inconfidência nasceram ou residiram em Prados, como o coronel Francisco Antônio de Oliveira Lopes, sua esposa D. Hipólita Jacinta Teixeira de Melo, o padre José Lopes de Oliveira (cunhado de Hipólita), o alfaiate Vitoriano Gonçalves Veloso (único negro entre os conjurados), Francisco José de Melo (primo de Hipólita) e José de Resende Costa, pai, o mais velho dos conspiradores.

#### Hipólita Jacinta Teixeira de Melo
Hipólita Jacinta Teixeira de Melo foi a mais rica proprietária rural da região do Rio das Mortes e destacou-se pelo seu envolvimento na Inconfidência Mineira em 1789. Filha de portugueses, seu pai era o capitão-mor Pedro Teixeira de Melo e sua mãe Clara Maria de Melo. Foi batizada na Matriz de Nossa Senhora da Conceição, em Prados (Ponta do Morro), a 15 de setembro de 1748, com o nome Theodozia, posteriormente retificado para Hipólita. Residia na Fazenda da Ponta do Morro, entre a vila de São José e o arraial de Prados, sendo descrita como mulher de fino trato e vasta cultura, com residência decorada luxuosamente, incluindo porcelana chinesa, prataria e tapetes importados, servida por numerosa criadagem.
Foi esposa do coronel Francisco Antônio de Oliveira Lopes, com quem não teve descendentes. Adotou e educou duas crianças: Antônio Francisco Teixeira Coelho (filho de Maria da Silveira Bueno, irmã de Bárbara Heliodora) e Francisco da Anunciação Teixeira Coelho, que mais tarde tornou-se padre em Formiga e deputado à Assembleia Provincial (1866-1867). Além disso, foi madrinha de diversas crianças humildes e, conforme seu testamento, deixou grande quantidade de ouro para os pobres da freguesia de Prados.
Hipólita foi autora de uma carta denunciando Joaquim Silvério dos Reis como traidor dos "companheiros" da revolução e enviou avisos sigilosos informando a detenção de Tiradentes no Rio de Janeiro. Em um bilhete enviado ao padre Carlos Corrêa de Toledo e Mello, vigário da comarca do Rio das Mortes, por intermédio de seu compadre Vitoriano Gonçalves Veloso, escreveu:
| “ | Dou-vos parte, com certeza, de que se acham presos, no Rio de Janeiro, Joaquim Silvério dos Reis e o alferes Tiradentes, para que vos sirva ou se ponham em cautela; e quem não é capaz para as coisas, não se meta nelas; e mais vale morrer com honra que viver com desonra. | ” |

Quando percebeu que o movimento fracassava, tentou alertar o coronel Francisco de Paula Freire de Andrade para "montar uma reação, a partir lá do Serro." Sua fazenda da Ponta do Morro foi local de reuniões dos inconfidentes e ela financiou algumas das iniciativas do grupo.
O envolvimento de Hipólita com a Inconfidência trouxe-lhe graves consequências. Durante a devassa promovida pela Coroa Portuguesa, seu patrimônio foi confiscado pelo governador, o Visconde de Barbacena. Seu marido foi condenado ao degredo perpétuo na colônia portuguesa de Moçambique.
Para tentar obter o perdão real, Hipólita mandou confeccionar um cacho de bananas em ouro maciço, que seu irmão deveria oferecer à Maria I de Portugal. A peça, porém, foi provavelmente interceptada pelo governador da Capitania de Minas Gerais, Luís António Furtado de Castro do Rio de Mendonça e Faro, visconde de Barbacena.
Após um longo processo judicial, em 1808, com o auxílio de amigos, Hipólita conseguiu recuperar boa parte de seu patrimônio. Faleceu em 27 de abril de 1828, vítima de icterícia, sendo sepultada na capela-mor da Igreja Matriz de Prados.
Em 21 de abril de 1999, Hipólita Jacinta Teixeira de Melo foi condecorada postumamente pelo Governo de Minas Gerais com a Medalha da Inconfidência.

## Geografia
Conforme a classificação geográfica mais moderna (2017) do IBGE, Prados é um município da Região Geográfica Imediata de São João del-Rei, na Região Geográfica Intermediária de Barbacena.

### Hidrografia
- Rio das Mortes

Nasce na Serra da Mantiqueira percorre um comprimento de 278 km até desaguar no Rio Grande.
- Rio Carandaí

Apresenta 80 km de extensão e drena uma área de 645 km². Sua nascente localiza-se no município de Ressaquinha, a uma altitude de aproximadamente 1200 metros na Serra da Mantiqueira.
- Rio Elvas

Apresenta 79 km de extensão e drena uma área de 876 km². Sua nascente localiza-se no município de Santa Rita de Ibitipoca, a uma altitude de aproximadamente 1200 metros na Serra da Mantiqueira.
A Bacia do Rio Grande pertence à bacia do rio Paraná. Possui uma área total de 143 mil km², dos quais 86.500 km² localizam-se em Minas Gerais, o que equivale a 17,8% do território mineiro. A bacia do rio Grande é responsável por cerca de 67% de toda a energia gerada no Estado mineiro. No curso do alto Rio Grande destacam-se as usinas hidrelétricas de Camargos (Sul de Minas), próxima a São João del-Rei e Itutinga (entre as cidades de Lavras e São João del-Rei).

## Economia
A cidade é destaque regional no abate de galináceos. Conta com uma grande empresa: Frangos Atalaia. Além dela, se encontra em instalação uma unidade da maior empresa de calçados de segurança da America Latina: Marluvas Calçados de Segurança Ltda. Também é destaque na economia pradense o artesanato em madeira e em ferro, e a indústria de calçados em couro, com inúmeras lojas e oficinas,  que emprega boa parte da população local, sendo um atrativo para turistas e lojistas que vêm em busca desses produtos.  Prados é uma cidade hospitaleira, onde é possível encontrar Supermercados, Mercearias, Armarinhos, Casa Lotérica, Feiras, Drogarias, Padarias, Lanchonetes, Lojas de moveis e eletrodomésticos, Bazares, Lojas de confecções, Hotéis, Pousadas, Postos de Combustível, Agências Bancárias, Casa de Material para Construção, Restaurantes, Salões de Beleza, Correios, Açougues, Danceteria, etc; para melhor atender os visitantes e os próprios residentes.

### Agropecuária
- Agricultura:

Principais produtos agrícolas: Cana-de-açúcar, Feijão, Mandioca, Milho e Café.
- Pecuária:

Principais Efetivos: Bovinos, Suínos, Muares, Galináceos, Equinos.

## Religião

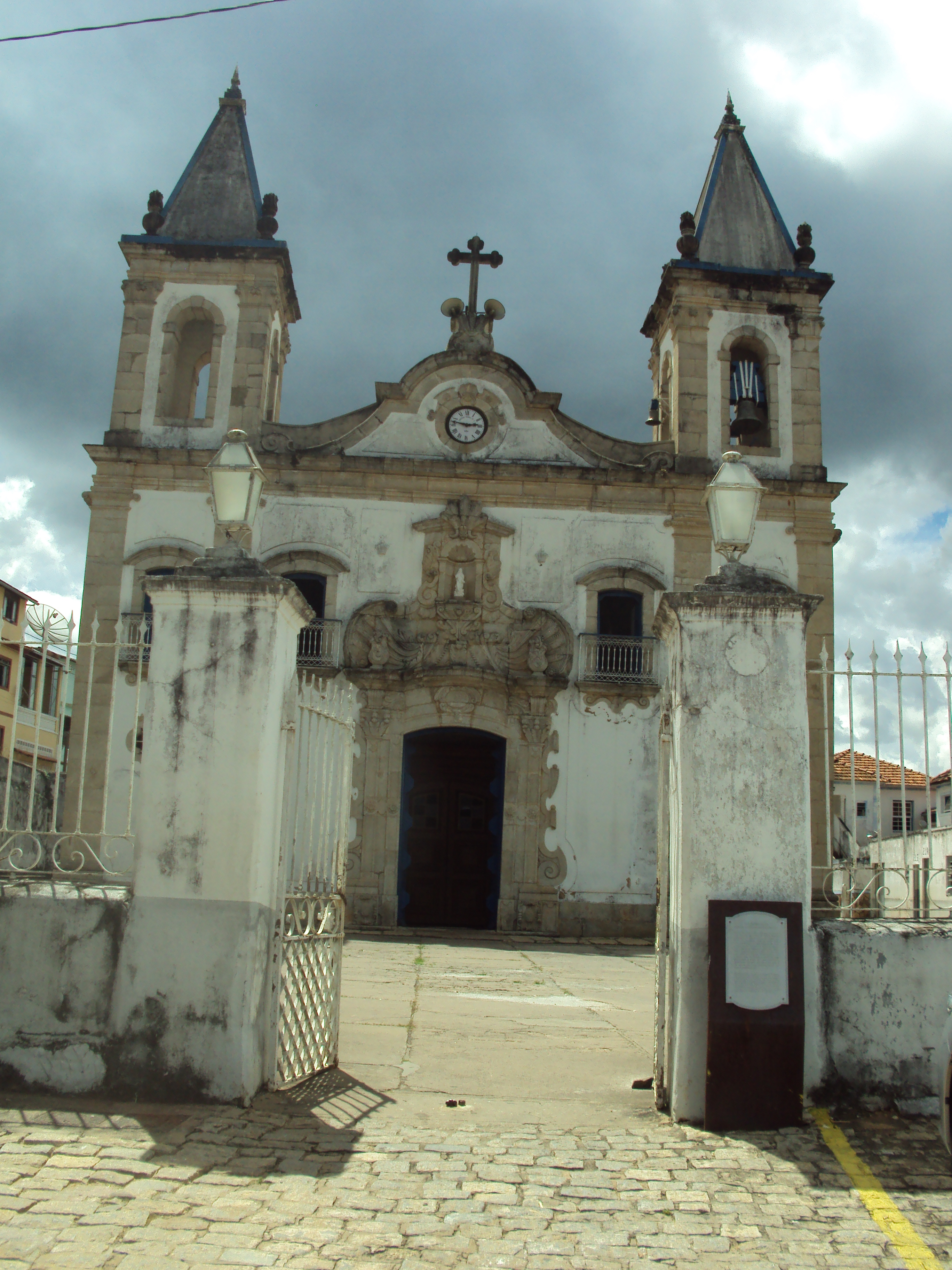
Igreja de Nossa Senhora da Conceição

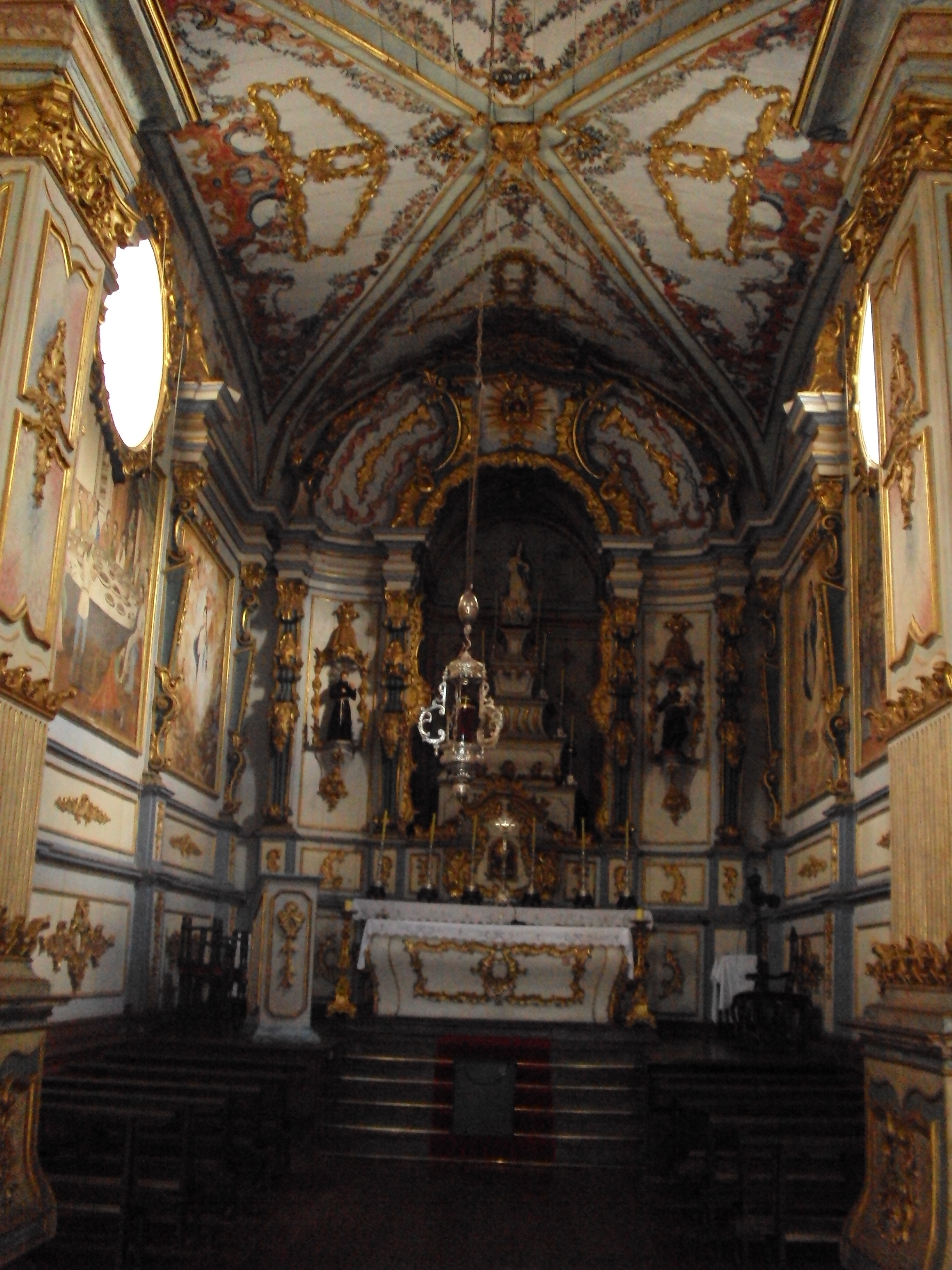
Altar principal da Igreja de Nossa Senhora da Conceição

A religião predominante em Prados é a católica. 

### Catolicismo
A padroeira do município é Nossa Senhora da Conceição, cuja festa é celebrada anualmente em 8 de dezembro, com forte participação da comunidade local.
A principal referência religiosa da cidade é a Paróquia de Nossa Senhora da Conceição, cuja origem remonta aos primeiros anos do século XVIII. Registros do Arquivo Histórico Colonial de Lisboa indicam a existência da freguesia de Nossa Senhora da Conceição de Prados já em 1715. A paróquia foi provida canonicamente em 1718 pelo bispo do Rio de Janeiro e, em 16 de janeiro de 1752, um Alvará Régio criou a Vigairaria Colada da Igreja Matriz, então subordinada ao então Bispado de Mariana.
Os vigários colados eram nomeados diretamente pelo bispo e recebiam a paróquia como propriedade eclesiástica, com direito à côngrua — uma pensão paga pela Coroa Portuguesa para assegurar dignidade ao ofício sacerdotal e impedir que os padres se envolvessem em atividades seculares ou indecorosas.
Desde a criação da Diocese de São João del-Rei, em 1960, a paróquia passou a integrá-la. Em 1989, foi elevada à condição de sede de forania, abrangendo as paróquias dos municípios de Barroso, Dores de Campos, Lagoa Dourada, Resende Costa e Tiradentes.
A estrutura religiosa da paróquia conta com duas igrejas principais:
- Igreja Matriz de Nossa Senhora da Conceição;
- Igreja de Santo Antônio.

Além disso, existem sete capelas distribuídas pelo território paroquial:
- Capela de Nossa Senhora do Rosário dos Pretos;
- Capela de Nossa Senhora do Carmo;
- Capela de Nossa Senhora do Livramento;
- Capela de Nossa Senhora de Fátima;
- Capela de Nossa Senhora das Graças;
- Capela de Santa Terezinha;
- Capela do Sagrado Coração de Jesus

A paróquia Nossa Senhora da Conceição pertence à Diocese de São João del-Rei.

## Saúde
Prados possui um hospital. Possui postos de saúde, clínicas e médicos particulares, postos odontológicos, ambulâncias, farmácias e etc. O Programa Saúde da Família atende quase 100% da população pradense.
- Hospital: Santa Casa da Misericórdia da Paróquia de Prados

Rua Cel. João Luiz, n.° 61 - Centro
Total de 30 leitos hospitalares, que se dividem em:
- Total: 30 leitos
- SUS: 27 leitos [16]

## Cultura e turismo

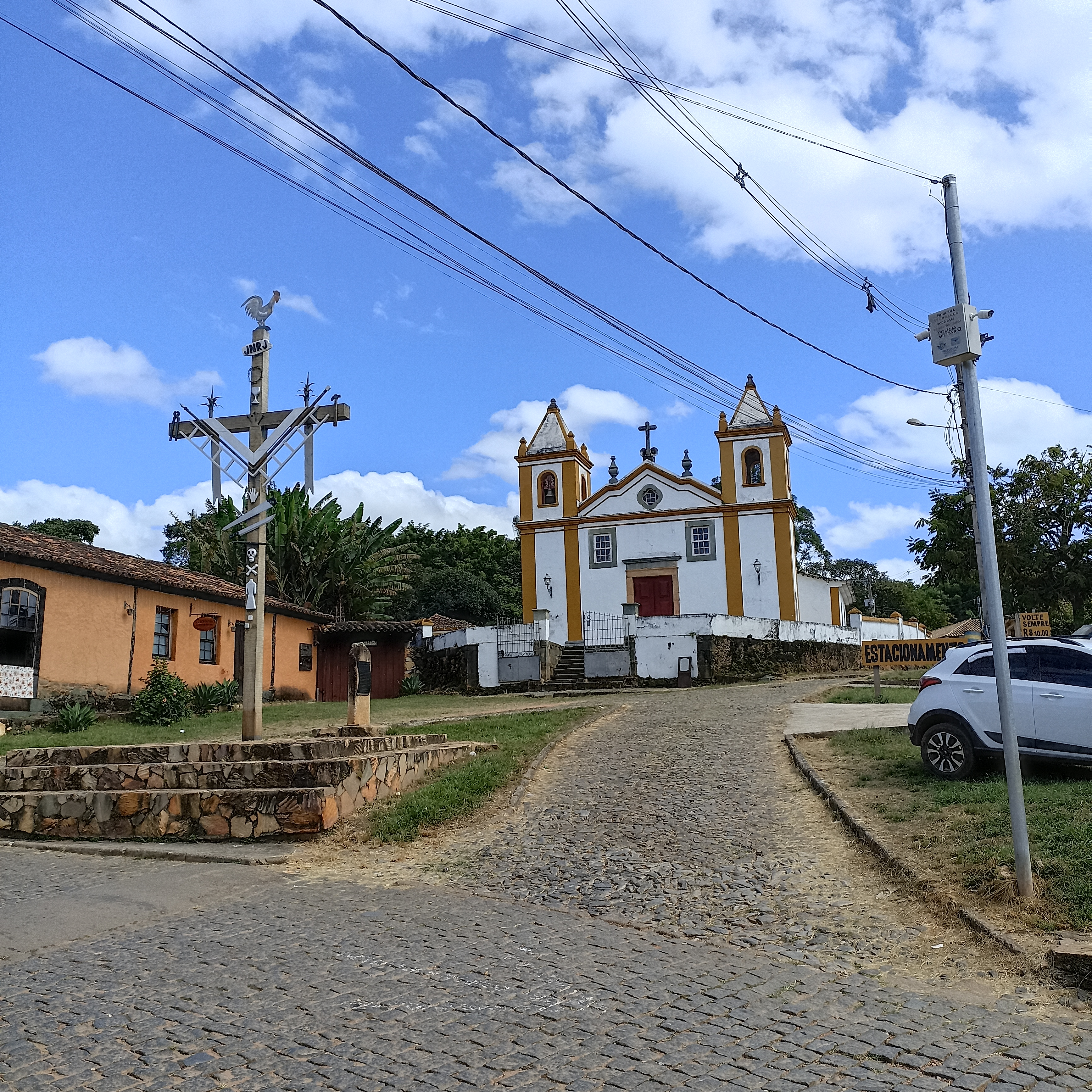
Igreja Nossa Senhora da Penha do povoado de Vitoriano Veloso (Bichinho)

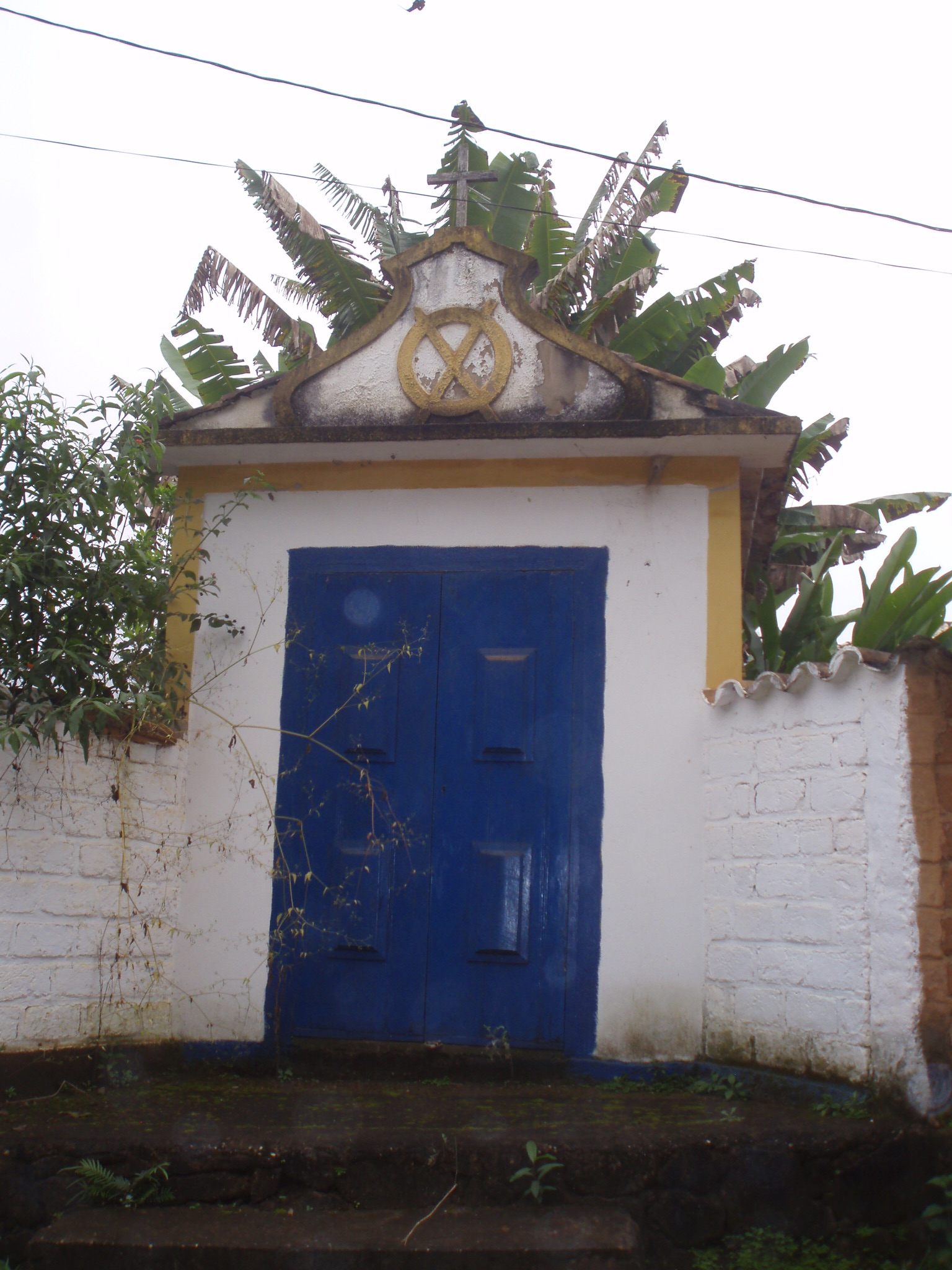
Pequeno oratório no povoado de Bichinho

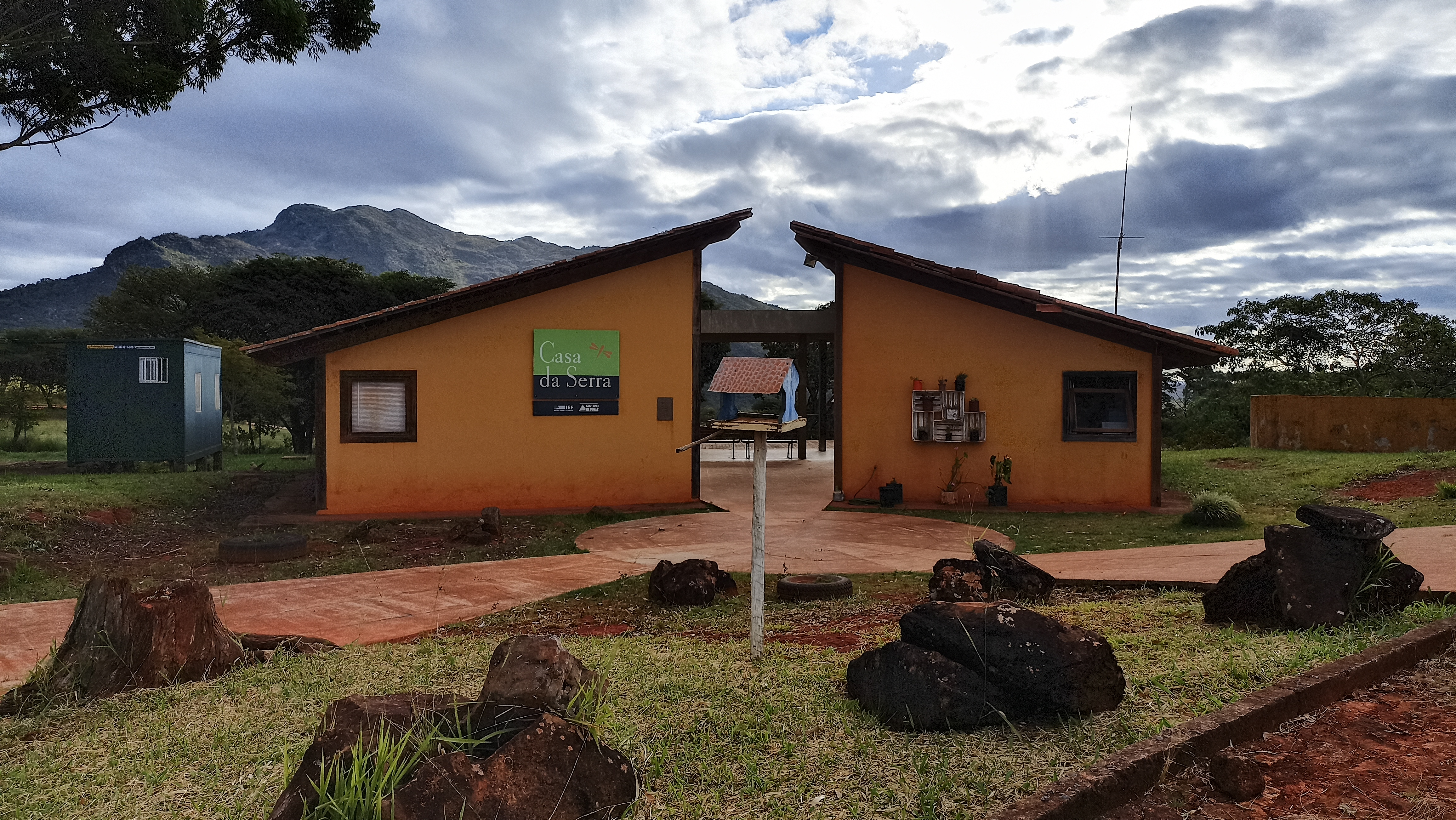
Casa da Serra em Prados

A cidade tem um casario colonial quase todo preservado. Destacam-se as edificações sacras.
No carnaval, nativos e visitantes se dividem entre as duas agremiações rivais: o Bloco da UCA e a GRES Gato Preto.
O encerramento do carnaval de Prados acontece na quarta-feira, com o tradicional Bloco da Latinha, que faz sua passagem de 6h às 8h da manhã.
A Semana Santa é uma solenidade suntuosa, que conserva as tradições coloniais da religiosidade mineira originada no século XVIII, sendo uma das poucas cidades mineiras a executar obras musicais de grandes compositadores sacros do barroco mineiro como J.J. Emerico Lobo de Mesquita e Manoel Dias de Oliveira.
Uma boa época para se conhecer Prados é o mês de julho. Além de todo o charme e acolhimento de uma pequena cidade encravada na serra, Prados realiza há mais de trinta anos um festival de música reconhecido nacionalmente. O festival realizado pela Lira Ceciliana com o apoio da Universidade de São Paulo - USP, reúne músicos da região e alguns dos mais conceituados instrumentistas do país.
Outra atração é o centenário Passeio da Serra de São José no qual muitas famílias pradenses fazem um piquenique ecológico no alto da Serra de São José. Este evento é considerado o mais antigo passeio ecológico do Brasil, pois acredita-se que existe desde 1868.
Outras atrações são:
- Povoado de Vitoriano Veloso, popularmente conhecido como Bichinho, pelo artesanato e proximidade com Tiradentes;
- A Estação de Prados, da antiga Estrada de Ferro Oeste de Minas (EFOM), inaugurada em 1881 e fechada em 1983. A linha ligava São João del-Rei a Antônio Carlos, sofrendo erradicação após ser desativada. No entanto, a estação permaneceu, mas lamentavelmente está abandonada (em ruínas) e a propriedade pertence a União/DNIT sob responsabilidade do IPHAN[17][18];
- A capela de Nossa Senhora do Livramento, que é uma das mais antigas da região;
- Museu Francisco Virgolino, que conta através de fotos, objetos, instrumentos e ferramentas um pouco desses mais de 300 anos de história de Prados. O museu mostra o ciclo do ouro, do couro, da música e o folclore da cidade;
- Mirante do Cruzeiro, que está localizado a 2,8 km do centro da cidade. Possui uma vista panorâmica da cidade e da natureza típica da região. Uma cruz de 12m de altura em sua praça contém a história, dizeres e poemas sobre a cultura e o município;
- Igreja Matriz de Nossa Senhora da Conceição, com sua construção iniciada ainda nas duas primeiras décadas do século XVIII. Seu interior é em estilo rococó, nele observa-se rica ornamentação, em pintura e talha, acontecido em Minas, predominantemente, de 1760 até o final do século. A matriz foi tombada pelo IPHAN em 1995;
- Exposição Agropecuária, Concurso Leiteiro, Feira Artesanal e Industrial, que acontece na primeira semana de setembro, sendo uma das mais antigas festividades da Mesorregião dos Campos das Vertentes.
- Bloco da Latinha e Enterro do Carnaval

Tradições carnavalescas da cidade de Prados. Na manhã de quarta-feira de cinzas (sempre às 6h da manhã), nativos e turistas saem pelas ruas da cidade batendo em latinhas de cerveja, acompanhando uma bandinha de músicos da cidade fechando o carnaval e à noite carnavalescos dos Blocos UCA e Gato Preto se reúnem para uma madrugada em procissão fantasmagórica levando caixão com boneco representando o bloco adversário para "enterrá-lo" até o próximo carnaval.
- Festival de Música

A história dos Festivais de Música de Prados se relacionam, desde o princípio, com o interesse em torno dos acervos de manuscritos musicais existentes nas antigas corporações mineiras, como a Lira Ceciliana. O primeiro encontro entre os fundadores do evento se deu justamente quando o maestro Olivier Toni, viajando por Minas Gerais com um grupo de estudantes de música da Universidade de São Paulo - USP, guiados por aquele mesmo interesse, deparou-se em Prados, com a figura excepcional que foi o maestro Adhemar Campos Filho. Desde então, os Festivais sempre vêm reservando nos programas de suas apresentações, um espaço destinado a fazer reviver sonoramente o repertório mineiro, guardado nos arquivos musicais nos últimos três séculos. O acervo musical de Prados, embora relativamente modesto se comparado às grandes coleções de algumas outras localidades, não é, contudo, menos representativo.

### Dialeto local
Segundo o Esboço de um Atlas Linguístico de Minas Gerais (EALMG), realizado pela Universidade Federal de Juiz de Fora em 1977, o dialeto local é o mineiro.